# Can Pericot
Can Pericot és una masia de Maçanet de Cabrenys (Alt Empordà) inclosa a l'Inventari del Patrimoni Arquitectònic de Catalunya.

## Descripció
Mas aïllat situat a uns quatre quilòmetres del poble. La façana principal ha variat respecte a l'època de construcció. Actualment, l'accés és a través d'una porta en arc de mig punt adovellada amb inscripció a la dovella clau de la data 1689, situada en una façana lateral. Antigament, l'accés es feia a través de la façana que en planta baixa té una volta de canó i al primer pis s'hi accedeix a través d'una escala, centrada. Aquest primer pis també té una terrassa, que correspon a la coberta de la volta de canó. La coberta de la casa és a dos vessants.